# Järn(III)oxidhydroxid

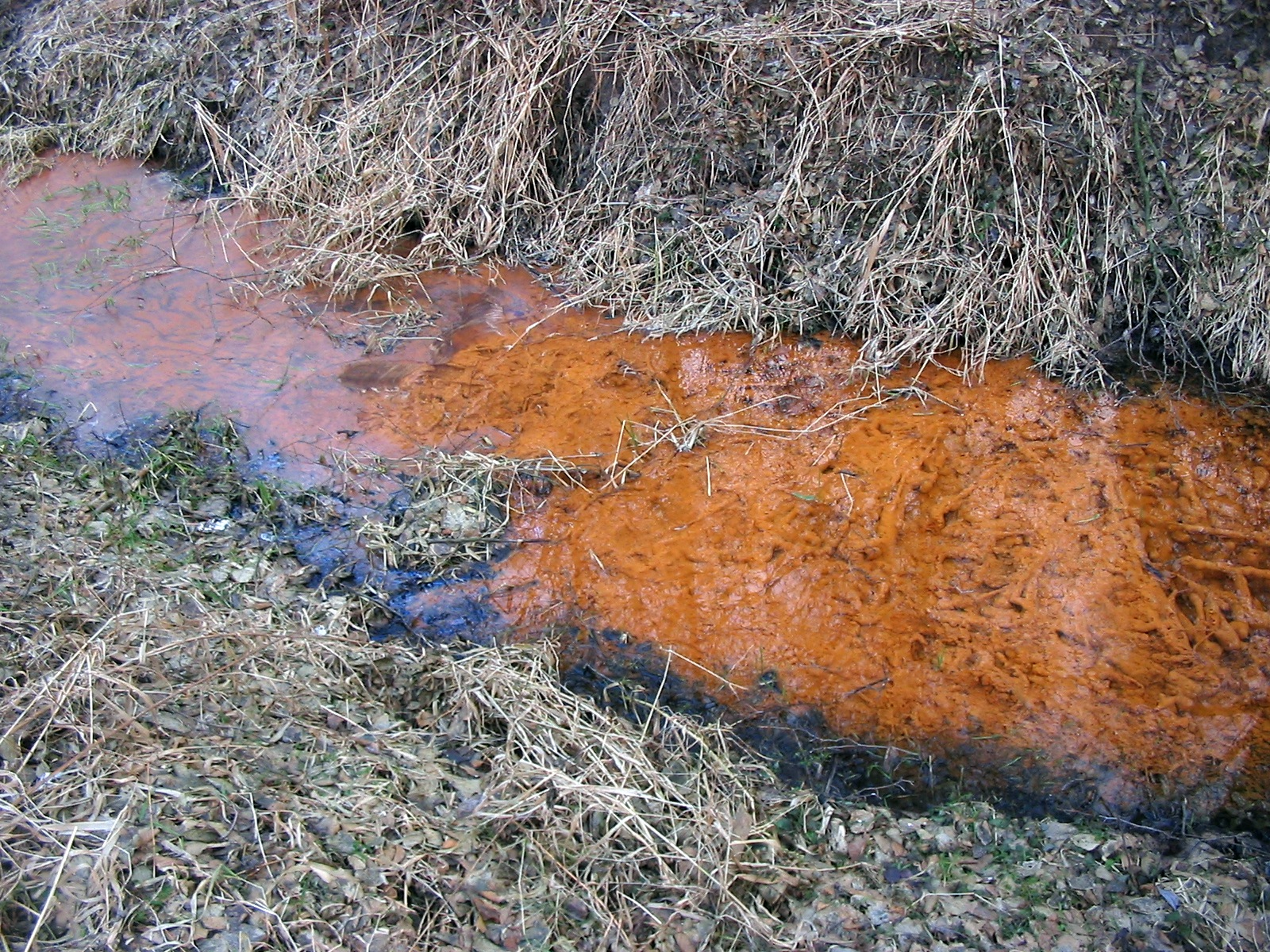
En bäck med utfällningar av järnhydroxid.

Järn(III)oxidhydroxid är en förening av järn, syre och hydroxid-joner. Ibland brukar monohydratet FeO(OH)·H2O förenklas till Fe(OH)3 och kallas då järn(III)hydroxid eller ferrihydroxid.

## Struktur

### α-form
Alfa-formen förekommer i mineralet goethit och kallas även brun järnmalm. Den har nålformade kristaller och förekommer i järnhaltig jord och sediment.

### β-form
Beta-formen förekommer i mineralet akaganéit och bildas när Magnetkis erroderas. Det har monoklina kristaller. β-FeO(OH) har hittats i de månstenar som hämtades till jorden under apolloprogrammet. Det har även hittats i meteoriter.

### γ-form
Gamma-formen förekommer i mineralet lepidocrocit och har ortorombiska kristaller. Den bildas när järn eller andra järnhaltiga mineral oxideras under vatten.

### δ-form
Delta-formen förekommer i mineralet feroxyhyt och har hexagonala kristaller. Den här formen förekommer endast på havsbotten där den bildas under högt tryck.

### Amorf form
Ämnet förekommer även i amorf form som utfällningar och i limonit. 

## Användning
- Järnoxidhydroxid ingår som pigment i många jordfärger, bland andra sienna och umbra.
- Det används också vid pH-reglering i akvarium genom att det binder fosfater.
- Det har använts som motgift vid arsenikförgiftning, detta genom att den anemi som arsenikförgiftningen orsakat motarbetas genom ökad produktion av blod.